# Рікард Мілтон (плавець)
Рікард Мілтон (швед. Rikard Milton, 22 червня 1965) — шведський плавець.
Призер Олімпійських Ігор 1984 року, учасник 1980, 1988 років.